# Daga (Kombori)
Pour les articles homonymes, voir Daga.
Daga est une commune située dans le département de Kombori de la province de Kossi au Burkina Faso.